# Spiegel-Affäre
Die Spiegel-Affäre 1962 war eine politische Affäre in der Bundesrepublik Deutschland, bei der sich Mitarbeiter des Nachrichtenmagazins Der Spiegel aufgrund eines Artikels über die Verteidigungsfähigkeit der Bundesrepublik einem Ermittlungsverfahren wegen möglichen Landesverrats ausgesetzt sahen. Weite Teile der westdeutschen Öffentlichkeit sahen darin einen Versuch, eine missliebige Publikation zum Schweigen zu bringen.
Der Ausgang der Affäre, in deren Verlauf kein Hauptverfahren eröffnet wurde, zwei Staatssekretäre entlassen wurden und der damalige Bundesverteidigungsminister Franz Josef Strauß aus dem Kabinett Adenauer ausscheiden musste, wird heute als Stärkung der Pressefreiheit in Deutschland angesehen. Die Spiegel-Affäre gilt als bis dahin größte innenpolitische Krise in der Geschichte der Bundesrepublik und hatte weitreichende gesellschaftliche und politische Folgen.

## Auslöser

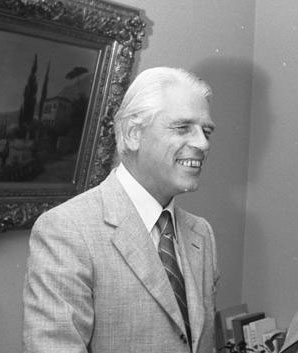
Conrad Ahlers (1974)

In der Spiegel-Ausgabe 41/1962 vom 10. Oktober erschien unter dem Titel Bedingt abwehrbereit ein von Conrad Ahlers und Hans Schmelz verfasster Artikel zu den Resultaten des NATO-Manövers Fallex 62. Der Artikel beschrieb, gestützt auf die Einschätzung des NATO-Oberkommandos, die Bundeswehr aufgrund ihrer mangelhaften Ausstattung als untauglich zur Vorwärtsverteidigung und kritisierte damit Bundesverteidigungsminister Franz Josef Strauß.
Die Informationen, die zum Artikel führten, wurden dem Spiegel vom Leiter des Führungsreferats im Führungsstab des Heeres, Oberst Alfred Martin, zur Verfügung gestellt.

## Verhaftungen und Durchsuchungen

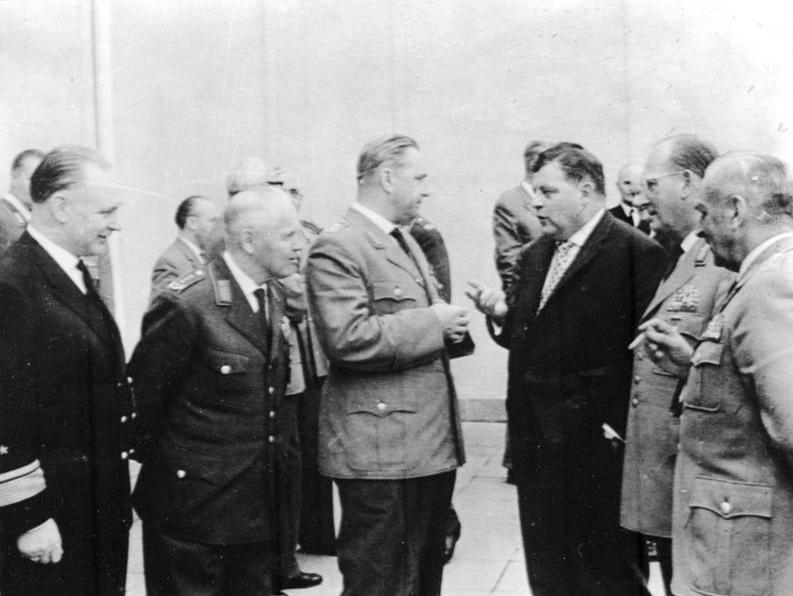
Generalstreffen 1961: Konteradmiral Karl-Adolf Zenker, General Josef Kammhuber, Generalmajor Albert Schnez, Verteidigungsminister Franz Josef Strauß, General Hans Speidel und General Friedrich Foertsch (v. l. n. r.)

Bundesanwalt Albin Kuhn vermutete am 10. Oktober 1962 Landesverrat und bat das Verteidigungsministerium um ein Gutachten. Der Würzburger Staatsrechtler und damalige Oberst der Reserve Friedrich August Freiherr von der Heydte erstattete am 11. Oktober Anzeige wegen Landesverrates gegen die Redaktion des Spiegel. Nach Einholen eines Gutachtens beim Bundesverteidigungsministerium durch die Bundesanwaltschaft – die Ermittlungen leitete Siegfried Buback – erließ der Ermittlungsrichter beim Bundesgerichtshof am 23. Oktober die beantragten Haftbefehle und Durchsuchungsanordnungen. Die Haftbefehle betrafen mehrere Spiegel-Redakteure, darunter Conrad Ahlers, die Chefredakteure Claus Jacobi und Johannes K. Engel sowie den Herausgeber Rudolf Augstein.
Der Spiegel setzte Curt von Stackelberg als ihren Anwalt ein.
Am Abend des 26. Oktober, einem Freitag, begann dann die Besetzung und Durchsuchung der Spiegel-Räume im Hamburger Pressehaus, später auch des Redaktionsbüros in der damaligen Bundeshauptstadt Bonn durch die Polizei. Auf Anweisung von Chefredakteur Claus Jacobi übernahm nun der damalige Chef vom Dienst Johannes Matthiesen einen redaktionellen Arbeitsstab, der die Weiterarbeit an der laufenden Spiegel-Ausgabe Nr. 44 leisten sollte. Schließlich gab Matthiesen nach Anordnung des Ersten Staatsanwalts Buback am späten Abend „die Druckfahnen vollständig unter Einlegung eines Einspruchs heraus“.
Der damalige Hamburger Innensenator Helmut Schmidt wurde gegen 20:30 Uhr informiert, dass eine Aktion gegen den Spiegel begonnen hatte. Schmidt machte sofort „schwere politische Bedenken“ geltend und sah in dieser Aktion „eine außerordentliche Belastung der Debatten um die Notstandsgesetzgebung“. Gleichwohl wies er den Hamburger Kriminaldirektor Erhard Land an, die vom Bundesinnenministerium erbetene Amtshilfe zu gewähren.

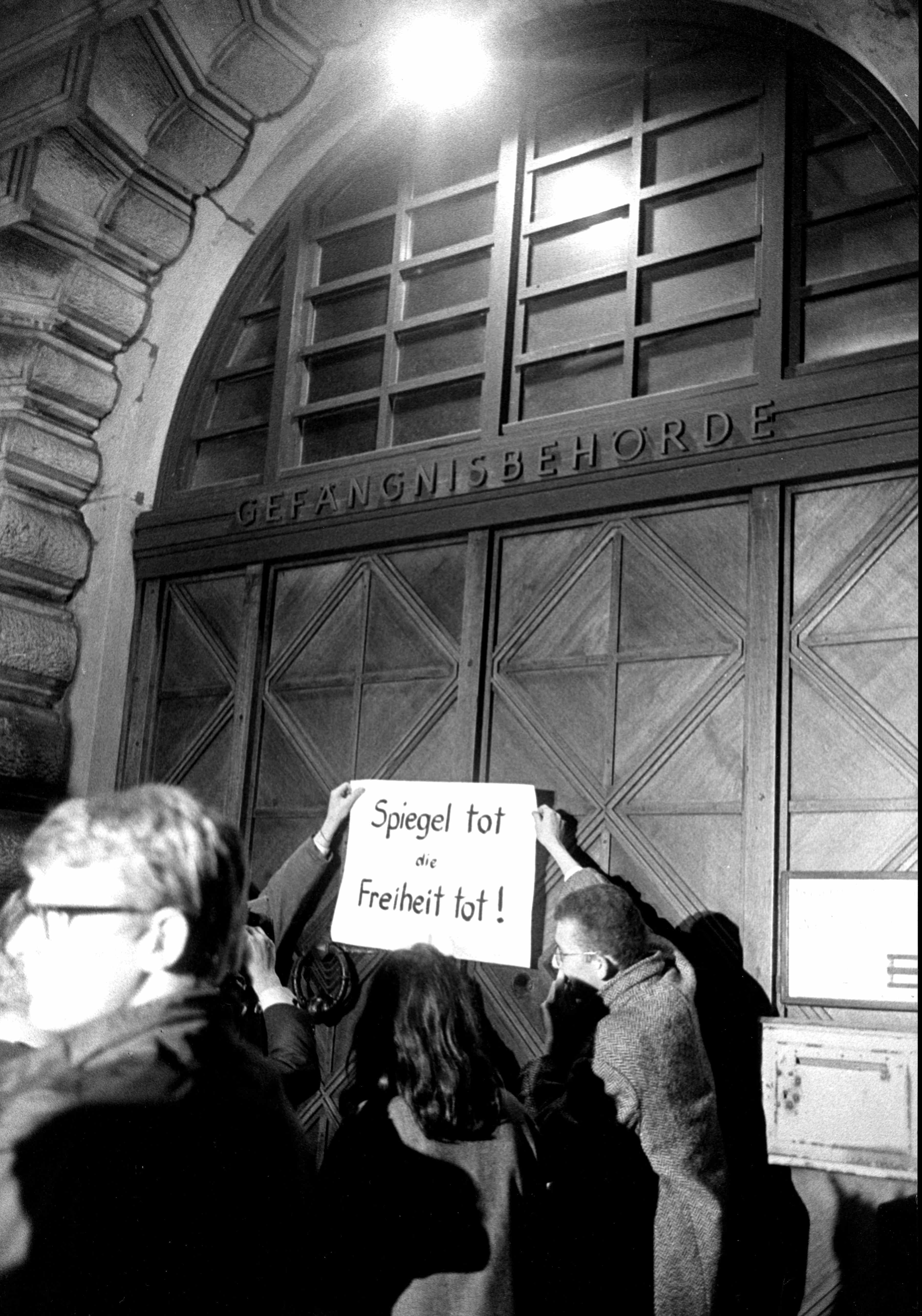
Demonstranten vor dem Eingang zum Untersuchungsgefängnis in Hamburg am 31. Oktober 1962

Noch in der Nacht wurde Conrad Ahlers, der zusammen mit seiner Frau in Torremolinos im Urlaub war, von der spanischen Polizei verhaftet. Franz Josef Strauß hatte die Verhaftung in einem nächtlichen Anruf über den Madrider Militärattaché Achim Oster im von Diktator Franco regierten Spanien veranlasst. Die Bonner Staatsanwaltschaft stellte später fest, dass er sich damit „objektiv“ der Amtsanmaßung und Freiheitsberaubung schuldig gemacht hatte. Zwei Tage später, am Sonntag, dem 28. Oktober, stellte sich Rudolf Augstein der Polizei und wurde in Untersuchungshaft genommen; er blieb 103 Tage in Haft.

## Öffentliche Reaktion

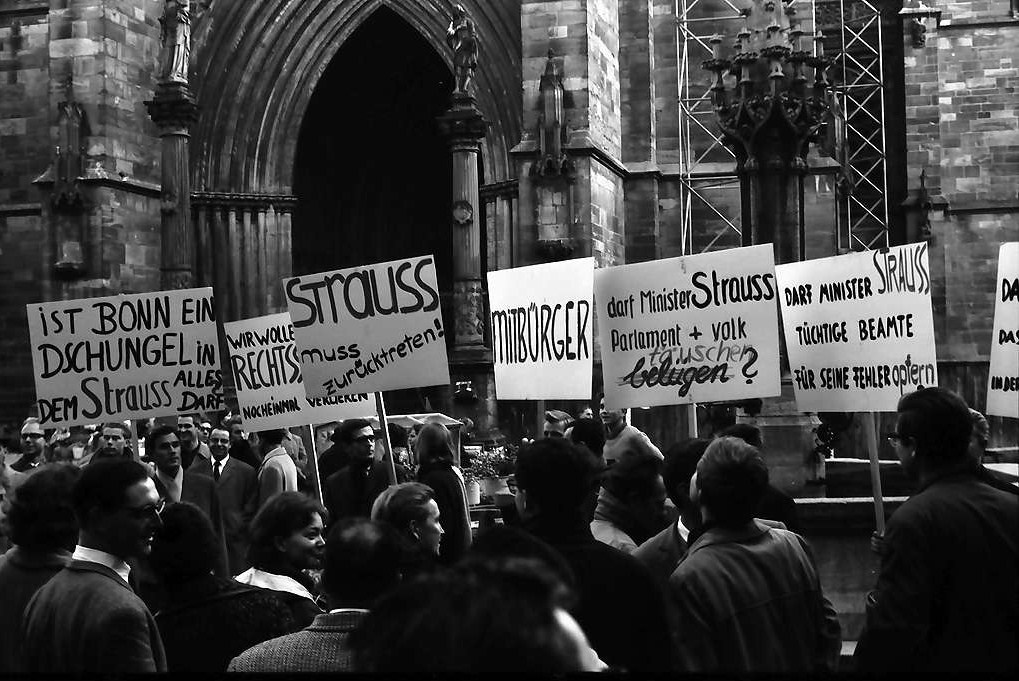
Demonstration von Freiburger Studenten am 16. November

Diese Polizeimaßnahmen führten in Teilen der Bevölkerung, insbesondere bei Studenten, sowie bei der übrigen Presse, die sie als Angriff auf die Pressefreiheit kritisierte, zu Protesten. Da die Durchsuchung der Redaktionsräume des Spiegel vom 26. Oktober 1962 bis zum 25. November 1962 anhielt, ermöglichte neben den ebenfalls im Hamburger Pressehaus untergebrachten Printmedien Zeit, Stern und Morgenpost auch die Springer-Presse den Spiegel-Redakteuren die Nutzung von Räumen und Ressourcen, so dass das Magazin weiterhin erscheinen konnte.
Während einer tumultartigen Fragestunde im Bundestag am 7. November 1962 verteidigte Bundeskanzler Adenauer (CDU) die Maßnahmen. In einer, wie der Historiker Edgar Wolfrum schreibt, „bedenkliche[n] Vorverurteilung“ sagte Bundeskanzler Adenauer im Bundestag: „Wir haben einen Abgrund von Landesverrat im Lande.“ Zwischenruf des Abgeordneten Seuffert (SPD): „Wer sagt das?“ Adenauers Antwort: „Ich sage das.“ Und weiter: „Wenn von einem Blatt, das in einer Auflage von 500.000 Exemplaren erscheint, systematisch, um Geld zu verdienen Landesverrat getrieben wird …“ Die weiteren Ausführungen gingen im lauten Protest der SPD unter.
Teile der Öffentlichkeit sahen in der Aktion einen Angriff auf die Pressefreiheit und reagierten mit einer Vielzahl von Resolutionen, Eingaben, Demonstrationen und Leitartikeln. Teilweise wurde an Ereignisse der deutschen Geschichte erinnert, die als vergleichbar gravierend angesehen wurden. Von der Presse und von namhaften Juristen wurden Parallelen zum Weltbühne-Prozess gezogen. So veröffentlichte BGH-Senatspräsident Heinrich Jagusch den vielbeachteten Artikel Droht ein neuer Ossietzky-Fall? Die Erinnerung an den Weltbühne-Prozess steigerte die Proteste gegen das Zusammenwirken von Regierung und Justiz gegen den Spiegel.

## Regierungskrise
Im Laufe des Novembers weitete sich die Spiegel-Affäre zu einer Regierungskrise innerhalb des Kabinetts Adenauer aus. Verteidigungsminister Strauß (CSU) hatte zunächst geleugnet, mit der Aktion irgendetwas zu tun zu haben. Im Laufe der Zeit wurde immer klarer, dass er die Aktion höchstpersönlich vorangetrieben hatte und auch im Detail informiert gewesen war. Die FDP war darüber erbost, dass Justizminister Wolfgang Stammberger (FDP) im Vorfeld der Aktion nicht informiert worden war – auch hierfür trug Strauß die Verantwortung: Er hatte auf den Staatssekretär im Justizministerium Walter Strauß (CDU) eingewirkt, den zuständigen Minister Stammberger nicht zu informieren. Dennoch hielt Adenauer an seinem Verteidigungsminister fest, woraufhin am 19. November alle fünf FDP-Minister ihren Rücktritt aus Protest gegen Verteidigungsminister Strauß erklärten. Nach einer 11 Tage dauernden Regierungskrise erklärte Strauß schließlich am 30. November seinen Rücktritt vom Amt des Verteidigungsministers, woraufhin es am 14. Dezember 1962 zur Bildung der fünften – und letzten – Regierung Adenauer kam, die nur bis zum 15. Oktober 1963 im Amt blieb.

## Weitere Ermittlungen
Die verhafteten Spiegel-Redakteure wurden nach und nach aus der Untersuchungshaft entlassen – Hans Schmelz, der den Hauptanteil der Recherchen beigesteuert hatte, nach 81 Tagen; zuletzt auch Rudolf Augstein nach 103 Tagen am 7. Februar. Im Januar 1963 ermittelte die Bundesanwaltschaft in der Folge der Ereignisse auch gegen den damaligen Hamburger Innensenator Helmut Schmidt wegen Beihilfe zum Landesverrat. Hintergrund war, dass Schmidt im Herbst 1962 der Bitte seines Studienfreunds Conrad Ahlers um Überprüfung von Auszügen des kurz vor der Veröffentlichung stehenden Artikels „Bedingt abwehrbereit“ auf strafrechtliche Veröffentlichungshindernisse nachkam. Dieses Verfahren wurde erst Anfang 1965 eingestellt.
Am 13. Mai 1965 entschied der 3. Strafsenat des Bundesgerichtshofs, dass keine Beweise vorlägen, die einen wissentlichen Verrat von Staatsgeheimnissen durch Conrad Ahlers und Rudolf Augstein belegen würden. Vielmehr waren die im Artikel genannten militärstrategischen und waffentechnischen Details zum Großteil bereits zuvor in anderen Medien veröffentlicht worden, darunter einem offenen Bericht des Verteidigungsausschusses des Bundestages und in der Frankfurter Allgemeinen Zeitung. Sie entsprachen „dem damaligen Stand der öffentlichen Unterrichtung“ und stellten keinen Erkenntnisgewinn für gegnerische Geheimdienste dar. Somit wurde die Eröffnung eines Hauptverfahrens gegen Ahlers und Augstein abgelehnt. Ein Disziplinarverfahren gegen Oberst Martin wurde eingestellt. Martin wurde zum 1. April 1969 mit 54 Jahren in den Ruhestand versetzt.
Der Spiegel-Verlag wollte durch das Bundesverfassungsgericht feststellen lassen, dass die Durchsuchungsanordnung und Beschlagnahme gegen die Pressefreiheit verstoßen habe. Bei Stimmengleichheit der Verfassungsrichter wurde die Verfassungsbeschwerde am 5. August 1966 zurückgewiesen (Spiegel-Urteil).
Eine Einsicht in die damaligen Akten wurde den recherchierenden Redakteuren des Spiegel auch 50 Jahre nach der Affäre verweigert.

## Vermutete Einflussnahme des KGB
Bereits kurz nach der Veröffentlichung des Berichts Bedingt abwehrbereit wurde aus dem Umfeld der CSU die Ansicht geäußert, es handle sich um eine gezielte Aktion des sowjetischen Geheimdienstes KGB zur Diskreditierung des Antikommunisten Strauß. Die – in der Sache zutreffenden – Informationen über die Fallex-Übung seien dem Spiegel vom KGB über einen Mittelsmann zugetragen worden. Der in den Westen übergelaufene tschechoslowakische Geheimdienstoffizier Jan Šejna erklärte 1977 auf einer wissenschaftlichen Tagung in den USA, die Spiegel-Affäre sei „zweifellos“ das Ergebnis einer Geheimdienstkampagne des Ostblocks gegen Strauß gewesen. Als der britische Geschäftsmann James Goldsmith diesen Verdacht in seiner Zeitschrift NOW! publizierte, verklagte ihn der Spiegel-Verlag wegen übler Nachrede. Goldsmith legte Aussagen mehrerer KGB-Überläufer vor, die seine Version im Wesentlichen bestätigten, so etwa des früheren Agenten Ilya Dzhirkvelov. Bereits ab 1960 sei Strauß auf Anweisung des damaligen ZK-Sekretärs für internationale Angelegenheiten, Boris Nikolajewitsch Ponomarjow, Ziel von Desinformationskampagnen gewesen – etwa durch die Anschuldigung, er sei Informant der CIA. Auch der ranghöchste KGB-Überläufer in den Westen, Oleg Antonowitsch Gordijewski, bestätigte eine Urheberschaft des sowjetischen Dienstes an der Spiegel-Affäre.
1984 kam es vor einem britischen Gericht zu einem Vergleich, in welchem Goldsmith einräumte, der Spiegel habe nicht „wissentlich mit dem KGB kooperiert“. Ansonsten sah sich Goldsmith aber in seiner Version der Dinge bestätigt und veröffentlichte den vollen Text des Vergleichs über ganzseitige Anzeigen in mehreren deutschen und amerikanischen Tageszeitungen. Der Spiegel räumte die Möglichkeit ein, unbewusst von der sowjetischen Seite instrumentalisiert worden zu sein, konnte aber den rufschädigenden Vorwurf abwehren, das Magazin sei in irgendeiner Form vom KGB gesteuert worden oder hätte mit ihm zusammengearbeitet.

## Rezeption
Augstein selbst nannte die Spiegel-Affäre 2002 den „größten Justizskandal in der rechtsstaatlichen Geschichte Deutschlands“. Heinrich August Winkler nennt sie immerhin „die bisher schwerste innenpolitische Krise der Bundesrepublik“: Sie habe als Katalysator bei der Herausbildung einer neuen, liberalen Staatsauffassung gewirkt. Ähnlich deutet Henning Köhler die Affäre: Sie sei keine Staatskrise gewesen, wohl aber eine Vertrauenskrise, in deren Verlauf sich die Intellektuellen der jungen Bundesrepublik als Gruppe konstituiert und begonnen hätten, öffentlich zu wirken. Studenten und Professoren, Journalisten und Gewerkschaften hätten sich politisiert und angefangen, Reformen, namentlich im Justizwesen zu fordern. Hans-Ulrich Wehler dagegen hält die Auswirkungen der Spiegel-Affäre für „symbolisch drastisch überhöht“. Er bettet sie ein in eine ganze Kette von Affären und Skandale von 1957 bis 1964, in denen Journalisten in ganz neuer Weise die Regierung offen kritisierten. Als deren Höhepunkt habe sie zu einer bis dahin unbekannten Mobilisierung der Öffentlichkeit und zur Herausbildung eines regierungskritischen Lagers in der Bundesrepublik beigetragen.

## Verfilmung
Unter dem Titel Die Spiegel-Affäre ließ die ARD die Affäre für das Fernsehen verfilmen. 
Die Dreharbeiten fanden im April und Mai 2013 u. a. in Berlin und Hamburg statt. Regie führte Roland Suso Richter; produziert wurde der Film von Sperl Film und Wiedemann & Berg Television für den BR, WDR und ARD Degeto. Erstausstrahlungen waren am 2. Mai 2014 auf ARTE und am 7. Mai 2014 im Ersten. Franziska Augstein, Tochter des Verlegers, kritisierte 2014 in einem Artikel für die Süddeutsche Zeitung die Verfilmung als fehlerhaft und stark verfälschend.

## Dokumentationen
- Stefan Aust und Frank Gensthaler: Bedingt abwehrbereit. Die Geschichte hinter der „Spiegel“-Affäre. Dokumentation. Deutschland 2014. 43:44 Min. Abgerufen am 11. Mai 2014.